# Hemimorfit

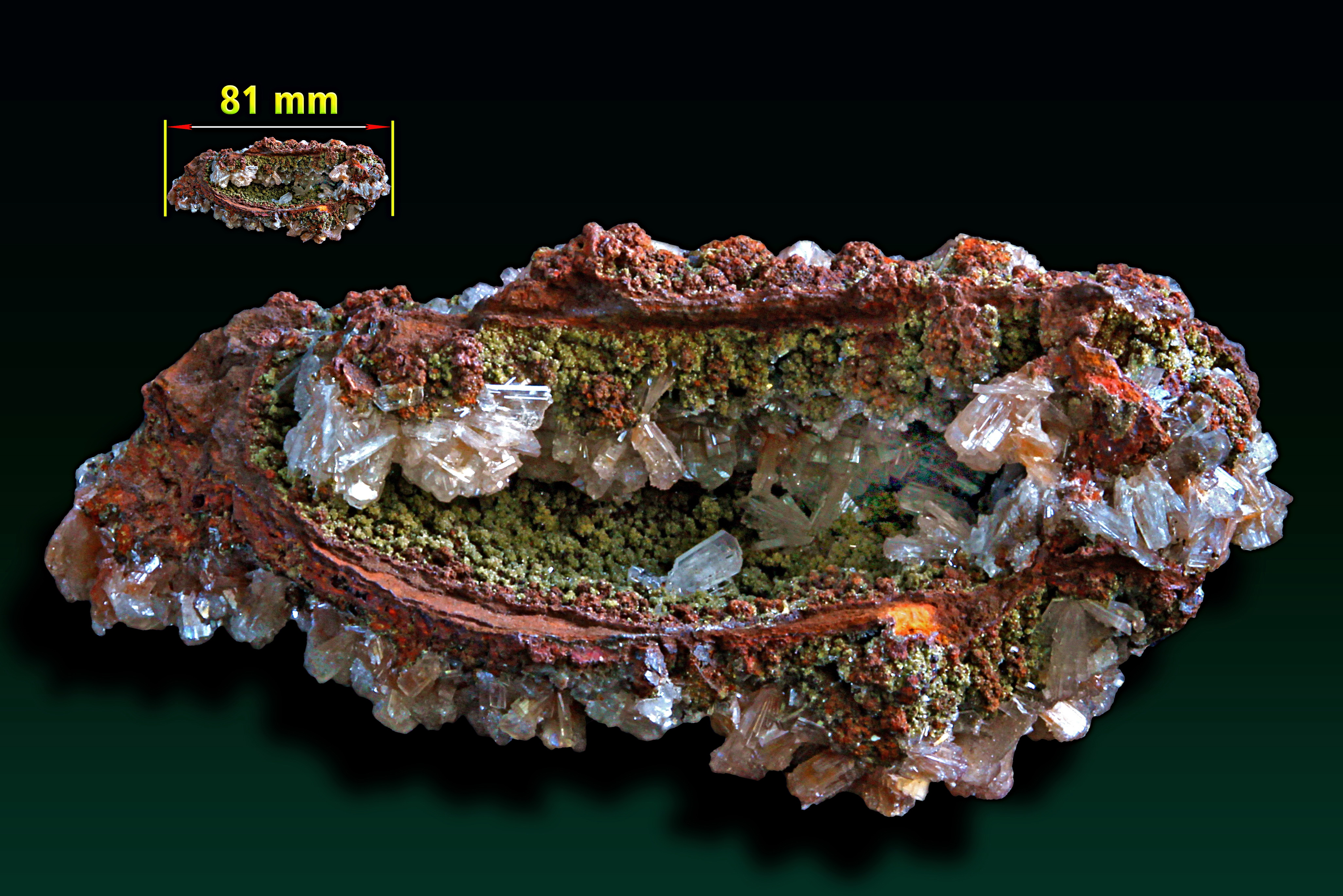
Hemimorfit - Kop. Ojuela, Mapimi, Durango, Meksyk.

Hemimorfit – minerał z gromady krzemianów. Należy do minerałów rzadkich, rozprzestrzenionych tylko w niektórych rejonach Ziemi. 
Nazwa pochodzi od gr. hemi = pół i morpho = kształt; nawiązuje do charakterystycznego kształtu kryształów tego minerału (wyglądają jakby były przecięte na pół).

## Właściwości
Występuje w skupieniach zbitych (galman), ziarnistych groniastych, naciekowych (kalamin), włóknistych, skorupowych. Tworzy kryształy tabliczkowe, krótkosłupowe, igiełkowe, z wyraźnym podłużnym prążkowaniem. Jest kruchy, przezroczysty, często współwystępuje z: smithsonitem, hydrocynkiem, sfalerytem, galeną, cerusytem, anglezytem. 

## Występowanie
Tworzy się jako minerał wtórny w strefach utleniania (wietrzenia) kruszców cynku (głównie sfalerytu). 
Miejsca występowania: Włochy (Sardynia), Meksyk, USA (Montana, Pensylwania, Utah, Kalifornia, Nevada), Algieria, Austria, Niemcy, Wielka Brytania.
W Polsce: Występuje w śląsko-krakowskich złożach kruszców cynku i ołowiu.

## Zastosowanie
- ważna ruda cynku (52,4% Zn),
- cenny kamień kolekcjonerski (szczególnie ładnie wykształcone kryształy oraz szczotki krystaliczne),
- kryształy bezbarwne i niebieskie znajdują zastosowanie w jubilerstwie.